# Seleuc (príncep)
Seleuc (en llatí Seleucus, en grec antic Σέλευκος) fou un príncep selèucida, segon fill d'Antíoc VII Sidetes i germà gran d'Antíoc IX de Cízic (114 aC-94 aC).
L'any 129 aC Sidetes va morir en una batalla contra els parts i el príncep Seleuc va ser fet presoner. El rei part el va rebre amistosament i el va tractar conforme al seu rang, però no el va alliberar, segons diu Eusebi de Cesarea. La seva sort final és desconeguda.